# Rayvon

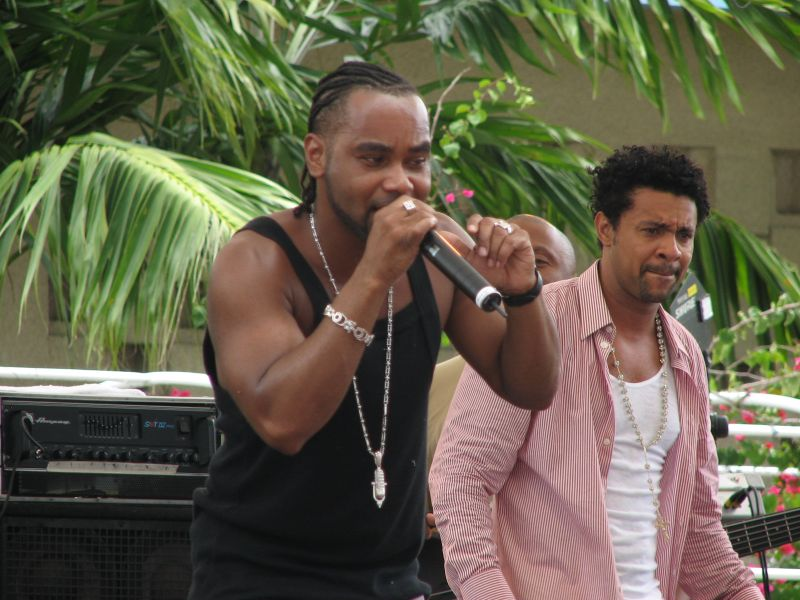
Rayvon mit Shaggy (2006)

Rayvon (bürgerlich Bruce Alexander Michael Brewster, * 4. Januar 1968 in Barbados) ist ein Reggae-Sänger (Tenor), bekannt für seine Arbeit mit Shaggy.

## Biografie
Einen ersten Charterfolg hatte Brewster, als seine Single No Guns, No Murder 1994 Platz 94 der Billboard Hot 100 erreichte. 1995 folgte der weltweite Durchbruch als Sänger des Shaggy-Hits In the Summertime, der in England und den USA sogar Top-10-Status erlangte.
Fünf Jahre später kam es zu einer weiteren Kollaboration mit Shaggy. Die daraus entstandene Single Angel wurde ein weltweiter Nummer-1-Hit. Letztmals konnte Rayvon 2002 eine Hitparadenplatzierung verbuchen, als 2-Way in die UK-Charts stieg.

## Diskografie

### Alben
- 1997: Hear My Cry (produziert von Sting International und Funk Master Flex)
- 2002: My Bad
- 2010: Rayvon

### Singles
| Jahr | Titel              | Höchstplatzierung, Gesamtwochen, AuszeichnungChartplatzierungen (Jahr, Titel, Platzierungen, Wochen, Auszeichnungen, Anmerkungen) | Höchstplatzierung, Gesamtwochen, AuszeichnungChartplatzierungen (Jahr, Titel, Platzierungen, Wochen, Auszeichnungen, Anmerkungen) | Höchstplatzierung, Gesamtwochen, AuszeichnungChartplatzierungen (Jahr, Titel, Platzierungen, Wochen, Auszeichnungen, Anmerkungen) | Höchstplatzierung, Gesamtwochen, AuszeichnungChartplatzierungen (Jahr, Titel, Platzierungen, Wochen, Auszeichnungen, Anmerkungen) | Höchstplatzierung, Gesamtwochen, AuszeichnungChartplatzierungen (Jahr, Titel, Platzierungen, Wochen, Auszeichnungen, Anmerkungen) | Anmerkungen         |
| Jahr | Titel              | DE | AT | CH | UK | US | Anmerkungen         |
| ---- | ------------------ | --- | --- | --- | --- | --- | ------------------- |
| 1994 | No Guns, No Murder | — | — | — | — | US94 (4 Wo.)US |                     |
| 1995 | Boombastic         | — | — | — | UK— SilberUK | US3 Platin · (29 Wo.)US | Shaggy feat. Rayvon |
| 1995 | In the Summertime  | DE60 (11 Wo.)DE | AT35 (3 Wo.)AT | — | UK5 (9 Wo.)UK | — | Shaggy feat. Rayvon |
| 2000 | Angel              | DE1 Gold · (17 Wo.)DE | AT1 Platin · (22 Wo.)AT | CH1 Platin · (31 Wo.)CH | UK1 Platin · (16 Wo.)UK | US1 (28 Wo.)US | Shaggy feat. Rayvon |
| 2002 | 2-Way              | — | — | — | UK67 (1 Wo.)UK | — |                     |

Weitere Singles
- 1991: Old Foot (Shaggy feat. Rayvon)
- 1992: Big Up (Shaggy feat. Rayvon)
- 1993: Nice and Lovely (Shaggy feat. Rayvon)
- 1994: Pretty “Before I Go to Bed”
- 1995: All Night Long (Nayobe feat. Fat Joe und Rayvon)
- 1996: Terminal Gate
- 1997: Stallion Ride (feat. Rhonda Davis)
- 1997: All Day All Night
- 1997: Bashment Party (mit Redd Foxx)
- 1998: The Prong
- 1999: Do U Wanna Ride
- 1999: Give Thanks and Praise (mit Shaggy)
- 2000: The Warning
- 2002: My Bad
- 2004: No Argument
- 2004: Last Night
- 2004: Rude Boy
- 2004: High Grade
- 2007: Out of Control (Shaggy feat. Rayvon)